# Harrisia hurstii
Harrisia hurstii ist eine Pflanzenart in der Gattung Harrisia aus der Familie der Kakteengewächse (Cactaceae). Das Artepitheton hurstii ehrt H. E. Hurst aus Puerto Plata der die Art entdeckte.

## Beschreibung
Harrisia hurstii wächst baumförmig mit mehreren, aufrechten gräulich grünen Trieben und einem deutlich ausgeprägten Stamm. Es sind zehn bis zwölf niedrige und gerundete Rippen vorhanden, die durch seichte, unregelmäßige Furchen voneinander getrennt sind. Die vier über Kreuz stehenden Mitteldornen sind gelblich, besitzen eine dunklere Spitze und sind 5 bis 8 Zentimeter lang. Der obere von ihnen ist aufsteigend. Die neun gelblichen, nadeligen Randdornen sind ausgebreitet.
Die Blüten erreichen eine Länge von bis zu 20 Zentimeter. Die zitronengelben, eiförmigen Früchte sind gehöckert. Sie weisen Durchmesser von 2,5 Zentimeter auf und erreichen eine Länge von bis zu 5 Zentimeter.

## Verbreitung und Systematik
Harrisia hurstii ist in der Dominikanischen Republik verbreitet.
Die Erstbeschreibung erfolgte 1941 durch William Taylor Marshall.

## Nachweise